# نولان صخري
نولان صخري (الاسم العلمي:Nolana rupicola) هو نوع نباتي يتبع جنس النولان من فصيلة الباذنجانية.